# Enicospilus laurenae
Enicospilus laurenae là một loài tò vò trong họ Ichneumonidae.